# Ladislav Ganczner
Ladislav Ganczner [ladislau gancner] (16. května 1928 Nové Zámky – 18. června 1990), často chybně uváděný jako Ladislav Ganzner, byl slovenský fotbalový útočník a trenér.
Patří k nejvýznamnějším osobnostem v historii novozámecké kopané, je po něm pojmenován tamější stadion.

## Hráčská kariéra
V československé lize hrál za ŠK/Slovenu/Iskru Žilina. Za Iskru Žilina nastupoval také ve druhé nejvyšší soutěži v ročníku 1953. Do Žiliny přišel na jaře 1948 z Nových Zámků. V polovině 50. let 20. století se vrátil do Slavoje Nové Zámky.

### Prvoligová bilance
| Ročník             | Zápasy | Góly | Minuty | Klub           |
| ------------------ | ------ | ---- | ------ | -------------- |
| I. liga 1947/48    | –      | 3    | –      | ŠK Žilina      |
| I. liga 1948       | –      | 2    | –      | Slovena Žilina |
| I. liga 1949       | –      | 6    | –      | Slovena Žilina |
| I. liga 1950       | –      | 7    | –      | Slovena Žilina |
| I. liga 1951       | –      | 0    | –      | Slovena Žilina |
| I. liga 1952       | –      | 2    | –      | Slovena Žilina |
| I. liga 1954       | 20     | 6    | –      | Iskra Žilina   |
| I. liga 1955       | 6      | 1    | –      | Iskra Žilina   |
| CELKEM I. ČS. LIGA | –      | 27   | –      |                |

## Trenérská kariéra
Po skončení hráčské kariéry se stal trenérem.